# No wave
No wave là một giới nhạc ngầm, phim Super 8, nghệ thuật trình diễn, nghệ thuật video, và nghệ thuật đương đại bắt đầu vào cuối thập niên 1970 và kết thúc vào giữa thập niên 1980 tại thành phố New York. Thuật ngữ "no wave" xuất phát từ kiểu chơi chữ châm biếm trong tiểu văn hóa punk đối với kiểu âm thanh thương mại trong thể loại new wave phổ biến thời đó. Nhạc no wave là sự chống lại các nghệ sĩ new wave, như Talking Heads, việc ký hợp đồng với các hãng đĩa lớn, và những đoạn riff của Chuck Berry thường được dùng với những nhóm new wave cuối thập niên 1970. Từ "no wave" có thể được truyền cảm hứng bởi đạo diễn phim Jean-Luc Godard French New Wave, với câu bình luận "There are no new waves, there is only the ocean". Dù chỉ kéo dài trong một thời gian tương đối ngắn nhưng no wave có ảnh hưởng sâu sắc tới sự phát triển của điện ảnh, nghệ thuật thị giác và thời trang độc lập.

## Đặc điểm và phong cách âm nhạc
No wave không phải là một thể loại âm nhạc có kể định nghĩa dứt khoát. Các ban nhạc lấy cảm hứng từ nhiều nguồn khác nhau như funk, jazz, blues, punk rock, avant garde, và experimental. Tuy nhiên, có một số yếu tố hiện diện trong hầu hết nhạc no wave, như những âm thanh không theo điệu thức thô ráp, rhythm lập lại xuyên suốt, và có su hướng nhất mạnh về kết cấu âm nhạc hơn là giai điệu.

## Lịch sử âm nhạc
Năm 1978, một sê-ri noise được ảnh hưởng bởi tiểu văn hóa punk được tổ chức tại Artists Space của New York đã dẫn với No New York, một album tổng hợp được sản xuất bởi Brian Eno, với sự góp mặt của James Chance and the Contortions, Teenage Jesus and the Jerks, Mars, và DNA.
Sonic Youth trình diễn trực tiếp lần đầu tại Noise Fest, một nhạc hội thành lập bởi Thurston Moore tại White Columns tháng 6 năm 1981. Mỗi đêm có từ ba đến năm nghệ sĩ biểu diễn, gồm Glenn Branca, Rhys Chatham, Rudolph Grey, Dark Day của Robin Crutchfield, Off Beach và một số khác.
No wave ảnh hưởng lên nhiều nhóm noise rock và industrial sau đó, như Big Black, Helmet, và Live Skull. Theoretical Girls ảnh hưởng Sonic Youth, ban nhạc đã xuất phát từ giới nhạc này và sau đó đạt thành công thương mại cũng như được các nhà phê bình ca ngợi.
No wave truyền cảm hứng cho se-ri noise rock "Speed Trials" tổ chức bởi các thành viên Live Skull tháng 5 năm 1983 tại White Columns với sự góp mặt của The Fall từ nước Anh, và Sonic Youth, Lydia Lunch, Beastie Boys, Elliott Sharp, Swans, The Ordinaires, Arto Lindsay và Toy Killers từ nước Mỹ..

## Nghệ sĩ no wave khác
Ngoài những nhóm ở trên, những nghệ sĩ dưới đây cũng được xem là một phần của giới no wave:
- 8-Eyed Spy
- Boris Policeband
- Bush Tetras
- The Del-Byzanteens
- ESG
- Futants
- James White and the Blacks
- Jody Harris
- Judy Nylon
- Lizzy Mercier Descloux
- Lounge Lizards
- Material
- Model Citizens
- Raybeats
- Sick Dick and the Volkswagens
- The Static
- Theoretical Girls
- Ut
- Y Pants
- Youth in Asia

## Điện ảnh no wave
Điện ảnh No Wave là một giới phim ngầm tại Tribeca và East Village. Những nhà làm phim gồm Amos Poe, Eric Mitchell, Charlie Ahearn, Vincent Gallo, James Nares, Jim Jarmusch, Vivienne Dick, Scott B and Beth B, và Seth Tillett, và dẫn tới Cinema of Transgression và tác phẩm của Nick Zedd và Richard Kern.